# Birgitta Wallace
Birgitta Linderoth Wallace (Vingåker, 1 de mayo de 1934-20 de mayo de 2025) fue una arqueóloga sueco-canadiense especializada en arqueología nórdica en América del Norte. Pasó la mayor parte de su carrera como arqueóloga en Parks Canada y es conocida por su trabajo en L'Anse aux Meadows, actualmente el único sitio nórdico ampliamente aceptado en América del Norte.Recibió un premio Smith-Wintemberg de la Asociación Arqueológica Canadiense en 2015. 

## Educación y carrera
Wallace nació en Suecia de padres suecos y daneses. Estudió en la Universidad de Uppsala y se formó en sitios arqueológicos de Suecia y Noruega. Después de obtener su maestría, pasó algún tiempo como curadora en el Museo Carnegie de Historia Natural en Pittsburgh, Pensilvania . En 1975, se mudó a Canadá para ocupar un puesto como arqueóloga en Parks Canada, donde permaneció hasta su jubilación. El foco de la carrera de Wallace ha sido la arqueología nórdica en América del Norte, en la que comenzó a trabajar en el Museo Carnegie. Sin embargo, también ha trabajado en sitios de nativos americanos, aborígenes canadienses y los primeros francocanadienses en América del Norte, así como en Escandinavia e Israel.

## Obras selectas
- Wallace, Birgitta Linderoth (2006). Westward Vikings: the saga of L'Anse aux Meadows. St. John's, NL: Historic Sites Association of Newfoundland and Labrador. ISBN 9780919735095. OCLC 860834252.
- Wallace, Birgitta Linderoth (2003). «The Norse in Newfoundland: L'Anse aux Meadows and Vinland». Newfoundland and Labrador Studies 19 (1): 5-43.
- Wallace, Birgitta Linderoth (2003). «L'Anse aux Meadows and Vinland: An Abandoned Experiment».  En Barrett, James H., ed. Contact, Continuity, and Collapse: The Norse Colonization of the North Atlantic. Studies in the Early Middle Ages 5. Turnhout: Brepols. pp. 207-238. ISBN 978-2-503-52641-6. doi:10.1484/M.SEM-EB.3.3837.
- Wallace, Birgitta Linderoth (2000). «The Viking settlement at L'Anse aux Meadows».  En Fitzhugh, William W.; Ward, eds. Vikings: the North Atlantic saga. Washington D.C.: Smithsonian Institution Press. ISBN 9781560989707. OCLC 42921299.
- Wallace, Birgitta Linderoth (1991). «L'Anse aux Meadows: gateway to Vinland».  En Bigelow, Gerald F., ed. The Norse of the North Atlantic. Acta Archaeologica vol. 61. Copenhagen: Munksgaard. pp. 166-198. OCLC 31367739.